# Епархия Осогбо
Епархия Осогбо (лат. Dioecesis Osogboanus) — епархия Римско-Католической церкви c центром в городе Ошогбо, Нигерия. Епархия Осогбо входит в митрополию Ибадана. Кафедральным собором епархии Осогбо является церковь святого Бенедикта.

## История
3 марта 1995 года Римский папа Иоанн Павел II издал буллу Ad aptius provehendum, которой учредил епархию Осогбо, выделив её из архиепархии Ибадана.

## Ординарии епархии
- епископ Габриэль Леке Абегунрин (3.03.1995 — 29.10.2013), назначен архиепископом Ибадана.

## Источник
- Annuario Pontificio, Libreria Editrice Vaticana, Città del Vaticano, 2003, ISBN 88-209-7422-3
- Булла Ad aptius provehendum  (лат.)